# 加拿大长老会差会
加拿大长老会差会（英语：Canadian Presbyterian Mission）是加拿大的長老宗分支加拿大長老會下屬之海外传教组织，曾经向台湾北部、中国河南省北部等地区以及广东省江门一带派遣传教士，其中最为著名的有马偕和顾约拿单（Jonathan Goforth）夫妇。
1919年，加拿大长老会差会在华传教士94人，在大陆各省分布情况如下：
1. 河南80人
2. 广东14人

1919年加拿大长老会在华受餐信徒3157人，在大陆各省分布情况如下：
1. 河南2028人
2. 广东1000人
3. 直隶440人